# Баскетбол на летней Универсиаде 1985
Баскетбольный турнир на летней Универсиаде 1985 проходил в японском Кобе с 24 августа по 4 сентября 1985 года. Соревнования проводились среди мужских и женских сборных команд.
Чемпионом Универсиады среди мужчин стала советская сборная, среди женщин также победила сборная СССР.

## Медальный зачёт
| Место | Страна    | Золото | Серебро | Бронза | Всего |
| ----- | --------- | ------ | ------- | ------ | ----- |
| 1     | СССР      | 2      | 0       | 0      | 2     |
| 2     | США       | 0      | 2       | 0      | 2     |
| 3-4   | Канада    | 0      | 0       | 1      | 1     |
| 3-4   | Югославия | 0      | 0       | 1      | 1     |

## Медалисты
|         | Золото | Серебро | Бронза    |
| Мужчины | СССР · Сергей Базаревич · Александр Белостенный · Валдис Валтерс · Александр Волков · Валерий Гоборов · Андрис Екабсонс · Валерий Королёв · Римас Куртинайтис · Шарунас Марчюлёнис · Арвидас Сабонис · Валерий Тихоненко · Вальдемарас Хомичюс · Тренеры — Владимир Обухов · и Алексей Шукшин | США · Бобби Бичер · Деррик Шивоу · Грег Драйлинг · Роджер Харден · Рон Харпер · Дэйв Хоппен · Рон Келлогг · Кёртис Китчен · Морис Мартин · Стив Митчелл · Чак Персон · Билли Томпсон · Тренер — Ли Роус                  | Канада    |
| Женщины | СССР · Олеся Барель · Татьяна Белошапко · Ольга Бурякина · Татьяна Комарова · Лариса Курикша · Ирина Минх · Галина Савицкая · Виталия Туомайте · Марианна Феодорова · Елена Чаусова · Рамуне Шидлаускайте · Ольга Яковлева · Тренер — Вадим Капранов                                          | США · Синди Браун · Шерил Кук · Кристен Каммингс · Кэми Этридж · Дженнифер Гиллом · Дженни Холл · Андреа Ллойд · Катрина Макклейн · Ронда Майкс · Чана Перри · Элиза Скотт · Треса Шпаульдинг · Тренер — Вивиан Стрингер | Югославия |